# Glashaus (Budapest)

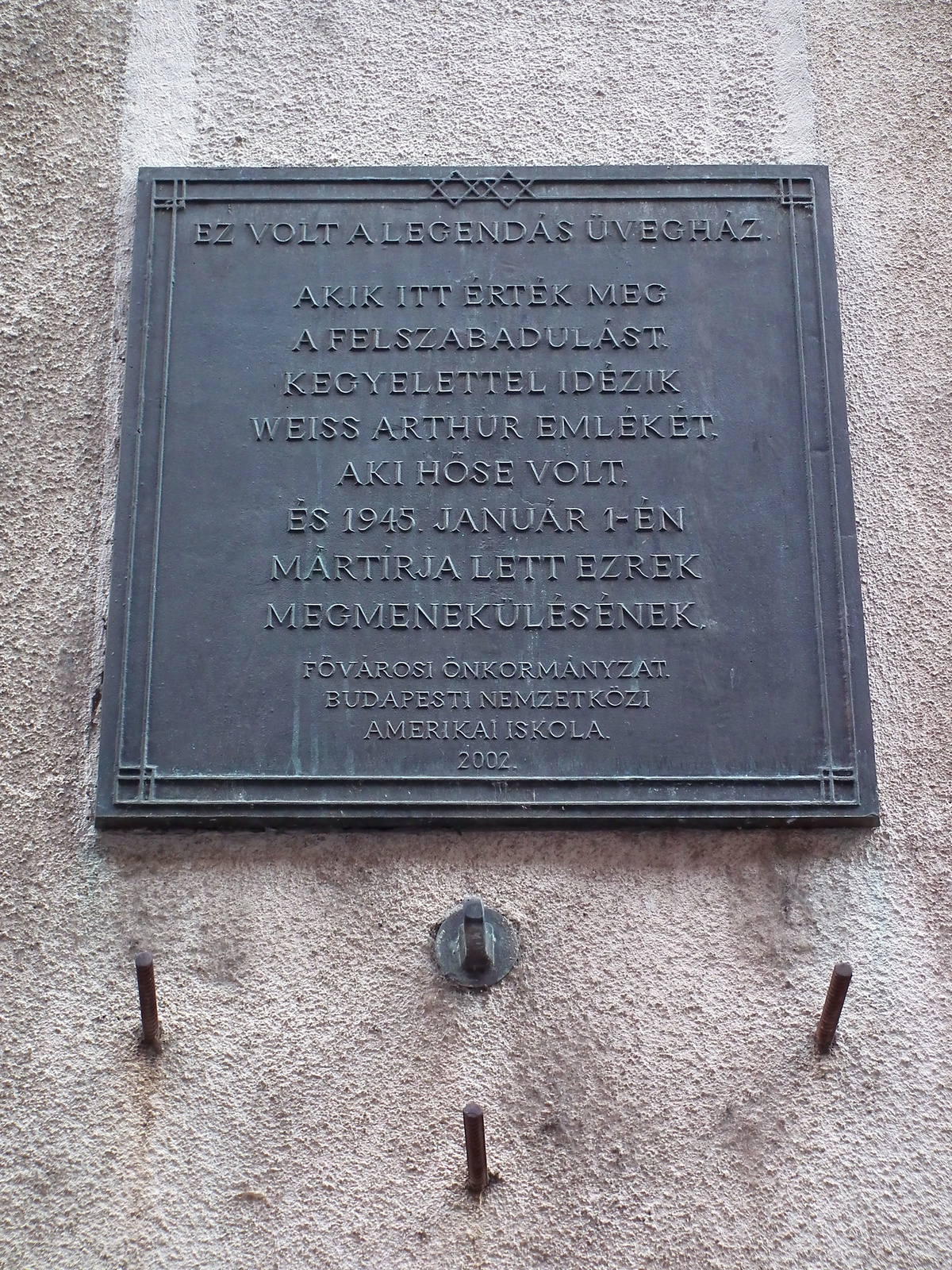
Gedenktafel an der Seite des Glashauses

Das sogenannte Glashaus (ungarisch Üvegház) in der Vadász utca 29 im 5. Bezirk von Budapest, ist ein Gebäude, das in Ungarn verfolgten Juden während des Holocaust ab dem Sommer 1944 als Unterkunft diente und unter dem Schutz des schweizerischen Gesandten Carl Lutz stand.
Der jüdische Fabrikant von Arthur Weiss ließ in den 1920er Jahren ein Geschäfts- und Wohngebäude bauen. Architekt war Lajos Kozma, der das Glashaus im Bauhaus-Stil entwarf. Bekannt ist das in verschiedenen Farben gestaltete gläserne Treppenhaus.
Ab Sommer 1944 benutzte Carl Lutz das Glashaus als Sitz für die „Auswanderungs-Sektion für Palästina“. Innerhalb von zwei Tagen waren bereits 2'000 Menschen dort einquartiert. Tausende von jüdischen Hilfesuchende standen jeden Tag vor dem Glashaus Schlange, um einen Schutzbrief der Schweizer Gesandtschaft zu erhalten.
Seit 2005 beherbergt das Glashaus ein Gedenkzimmer an diese Rettungsaktion. Darin werden diverse Erinnerungsstücke, Fotos und offizielle Dokumente ausgestellt.